# 大日本帝国憲法第1条
大日本帝国憲法第1条（だいにほん/だいにっぽん ていこくけんぽう だい1じょう）は、大日本帝国憲法第1章にある。大日本帝国は天皇を君主とする君主制であることを規定した（立憲君主制）。

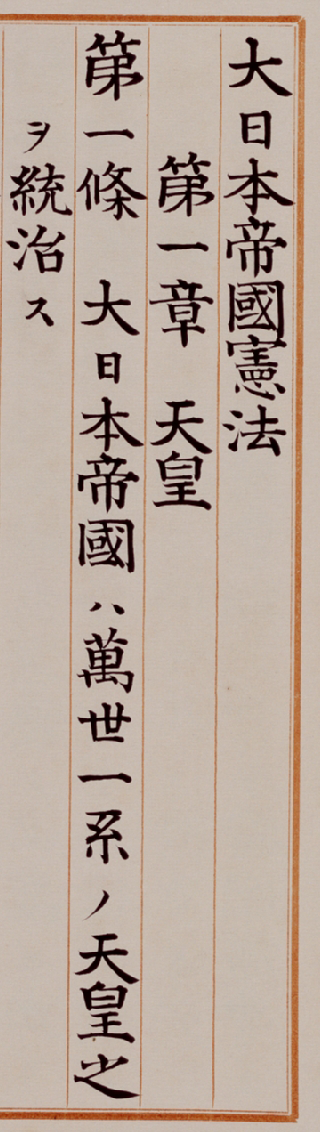
大日本帝国憲法第1条

## 解説

### 概要
伊藤博文による半官撰の註釈書『帝国憲法・皇室典範義解』は、「君主の徳は、日本国の臣民を統治することにあるのであって、これは皇室のために奉仕する私事ではない」と説き、国民の福祉と幸福を目的とする憲法の理解に誤りがないよう釘を刺している。「天下を調べたまい、平らげたまい、公民を恵みたまい、撫でたまわん」（現代文語訳）という文武天皇の即位の詔も紹介している。
統治権の対象である領土について、同義解は「わが帝国の版図、いにしえに大八島といえるは、淡路島（すなわち今の淡路）・秋津島（すなわち本州）・伊予之二名島（すなわち四国）・筑紫島（すなわち九州）・津島（津島すなわち対馬）・隠岐島（すなわち隠岐諸島）・佐渡島をいえること古典に載せたり。景行天皇、東蝦夷を制し、西熊襲を平らげ、彊土大いに定まる。推古天皇の時、百八十四の国造あり。延喜式に至り、六十六国及び二島の区画を載せたり。明治元年、陸奥出羽の二国を分かち七国とす。二年、北海道に十一国を置く。ここにおいて、全国合わせて八十四国とす。現在の彊土は、実に、いにしえのいわゆる大八島・延喜式六十六国及び各島・ならびに北海道・沖縄諸島及び小笠原諸島とす」（表記を現代風に改めた）としている。
この後、日本国憲法の制定に至るまで、樺太・千島交換条約・日清講和条約・韓国併合条約・第一次世界大戦講和条約・ポツダム宣言受諾などで領土の変動があったが、特に朝鮮と台湾については、大日本帝国憲法の場所的適用範囲に関して論争となった。
なお、大正期においては、国家法人学説を前提に、主権は天皇にではなく国家にあり（国家主権説）、天皇は法人である国家の最高機関としてその意をうけて権能を振るうとする天皇機関説が憲法学会の通説であった。
また第1条の条文は、井上毅が作った草案では「之ヲ統治ス」の部分は「之ヲ治（しら）ス所ナリ」であった。（シラスとは「お知りになる」が由来で「公平に治める」という意味である・天皇の統治は、あくまで国民の心を知って、国民のために行なう公共的なものであり、この統治理念を「シラス」という）その後、伊藤博文は「治ス」という大和言葉を博文の「憲法義解」には「所謂シラスとは即ち統治の義に外ならず」としているので現代風に書くなら「大日本帝国は万世一系の天皇が之を公平に治める」となる。

### 帝国の政体
本条の趣旨は、日本古来の歴史に基づいて日本の政体の根本原則を宣言したものであって、従来の国法を改めて新たな原則を打ち立てたものではない。本条は、第一に、日本が世襲の君主政体の国であること、第二に、その君主としての地位にあるのは万世一系の天皇であることを規定している。「万世一系」という語は、常に同一系統の君主を奉戴していたことの歴史的事実を表しているだけではなく、同時に、将来、永遠にわたって、日本が同じ皇統を君主として奉戴する君主政体の国であることが動かすべからざるもの（万古不変の原則）であることを示している。
君主政体は、共和政体に対する語で、君主一人によって統治されている政体を意味する。一人の統治といっても、必ずしも統治の全ての作用が一人の意思によって決定されることを要素とするものではなく、また、統治の力が君主の個人的な権利として君主に私有されることを意味するものでもない。君主政体の要素とするところは、一般の社会的意識において、統治の力が無制限ではないにしても少なくともある制限のもとに本来君主に属するものとして思惟され、たとえ他の者がこれを行うことがあっても、それは君主に源を発し、君主に代わって行うものとして認められる点にある。